# Amblyseius boina
Amblyseius boina är en spindeldjursart som beskrevs av Blommers 1976. Amblyseius boina ingår i släktet Amblyseius och familjen Phytoseiidae. Inga underarter finns listade i Catalogue of Life.